# Менди
 Тази статия е за рисунките с къна.  За други значения на Менди вижте Менди (значения).
Менди (оригинално произношение), също мехнди, мехенди, механди, е форма на временна рисунка върху кожата с помощта на паста, направена от къна. Менди е известно и като „татуировка с къна“, въпреки че не е постоянна татуировка.
Менди е популярна форма на бодиарт в Южна Азия и наподобява подобни традиции на рисуване с къна като бодиарт в Северна Африка, Източна Африка и Близкия изток. В езиците на Южна Азия има много различни имена за менди.
Съществуват много варианти и дизайни на менди. Жените обикновено нанасят рисунките на менди върху ръцете и краката си, въпреки че някои, включително пациенти с рак и жени с алопеция, понякога украсяват скалпа си. Стандартният цвят на къната е кафяв, но понякога се използват и други дизайнерски цветове като бяло, червено, черно и златно.
В Южна Азия менди се нанася върху тялото както по време на индуски, така и на мюсюлмански сватби. Индуските жени прилагат менди и по време на празненства като Карва чаутх, Ват пурнима, Дивали, Bhai Dooj, Наваратри, Дурга пуджа и Teej. Жените мюсюлманки се украсяват с менди по време на случаи като Рамазан байрам и Курбан байрам.
На хиндуистките и сикски празненства жените често нанасят къна върху ръцете, краката си и понякога задната част на раменете си. Мъжете пък обикновено го прилагат върху ръцете, краката, гърба и гърдите. При жените обикновено се рисува върху дланите, опакото на ръцете и на краката, където рисунката ще е най-ясна поради контраста с по-светлата кожа на тези повърхности, която естествено съдържа по-малко от пигмента меланин.

## Етимология
Произходът на „менди“ е от санскритската дума „мендика“, която се отнася до растението къна, което отделя червена боя. Според „Речник на урду, класически хинди и английски“ Менди също така се споменава като „брачно събитие по случай оцветяването на ръцете и краката на булката с къна."

## Произход
Най-ранното използване на багрене с къна може да се проследи до древен Вавилон и Египет. В Индия е широко използван още от IV век, което се доказва от пещерни рисунки от региона Декан.

## Процесът
Пастата е направена от стрити на прах сухи листа на растението къна Lawsonia inermis.
Менди пастата обикновено се нанася върху кожата с помощта на пластмасов конус, четка или пръчка. Петнадесет до двадесет минути след нанасянето пастата изсъхва и започва да се напуква. След това боядисаната област се увива с тъкан, пластмаса или медицинска лента, за да се запази топлината на тялото, създавайки по-интензивен цвят върху кожата. Обвивката, която не е традиционен метод, се носи в продължение на два до шест часа или понякога цяла нощ, след което се отстранява.
След отстраняване с вода на натрупаната изсъхнала паста рисунката с къна е бледо до тъмнооранжева на цвят и постепенно потъмнява поради окисляване в продължение на 24 до 72 часа. Крайният цвят е червеникавокафяв и може да издържи от една до три седмици в зависимост от качеството и вида на нанесената паста от къна, както и от това къде е нанесена върху тялото (по-дебелата кожа се оцветява по-тъмно и за по-дълго от тънката кожа).
Вероятно поради желанието да се получи цвят „черен като при татуировка“, някои хора добавят синтетичното багрило p-Phenylenediamine (PPD) към къната, за да ѝ придадат черен цвят. PPD може да причини умерени до тежки алергични реакции, когато се прилага върху кожата.

## Използване
Менди е церемониална форма на изкуство, разпространена основно в Индия, Пакистан, Бангладеш, Непал и Афганистан. Обикновено се прилага по време на сватби за сикхски, мюсюлмански и индуски младоженки. В Раджастан на младоженците също се правят рисунки, които често са толкова сложни, колкото тези за булките. В Асам, освен при брак, менди се прилага широко от неомъжени жени по време на традиционния празник Ронгали Биху.

## Популярни мехнди модели

### Менди с арабски дизайн
Тази рисунка се нанася на дланта. Обикновено започва от единия ъгъл на китката и завършва на върха на пръста на противоположния ъгъл. Лоза, дантела и цветя са основните елементи на този модел.

### Менди с мандала
Мандала е геометрична конфигурация от символи, използвани в различни духовни традиции, включително индуизма, будизма, джайнизма и шинтоизма. При този вид менди в центъра на дланта се рисуват различни конфигурации на мандала.